# Улица Ленина (Вологда)
У́лица Ле́нина — улица в Вологде, расположенная в историческом районе Нижний посад. Названа в честь Владимира Ленинa. Соединяет площадь Революции и Кировский сквер.

## Название
Изначально улица называлась Кирилловской. 16 октября 1918 года переименована в Советскую. В октябре 1956 года переименована в улицу Ленина, став первым объектом в городе, названным в его честь.

## История
Кирилловская улица была основана в XVI веке. В XVII веке общественный центр начал перемещаться в Нижний посад, и на улице появляются первые каменные гражданские здания. На нижних этажах располагались склады, а на верхних жили служилые люди.
В XVIII—XIX веках строятся присутственные места, дом губернатора, духовная семинария и губернская гимназия. На улице селятся богатые горожане, в том числе многие купцы.
Кирилловская улица была уложена булыжником, имелись деревянные мостки для пешеходов.

## Здания и сооружения

### По нечётной стороне
| Логотип конкурса «Вики любит памятники» | Объект культурного наследия: № 3500000778 |

| Логотип конкурса «Вики любит памятники» | Объект культурного наследия: № 3500000779 |

| Логотип конкурса «Вики любит памятники» | Объект культурного наследия: № 3500000780 |

| Логотип конкурса «Вики любит памятники» | Объект культурного наследия: № 3500001001 |

| Логотип конкурса «Вики любит памятники» | Объект культурного наследия: № 3500000969 |

| Логотип конкурса «Вики любит памятники» | Объект культурного наследия: № 3500057000 |

| Логотип конкурса «Вики любит памятники» | Объект культурного наследия: № 3500000866 |

### По чётной стороне
| Логотип конкурса «Вики любит памятники» | Объект культурного наследия: № 3500000971 |

| Логотип конкурса «Вики любит памятники» | Объект культурного наследия: № 3500000777 |

| Логотип конкурса «Вики любит памятники» | Объект культурного наследия: № 3500000781 |